# Plectranthias altipinnatus
Plectranthias altipinnatus är en fiskart som beskrevs av Masao Katayama och Masuda, 1980. Plectranthias altipinnatus ingår i släktet Plectranthias och familjen havsabborrfiskar. Inga underarter finns listade i Catalogue of Life.